# Olios bungarensis
Olios bungarensis är en spindelart som beskrevs av Embrik Strand 1913. Olios bungarensis ingår i släktet Olios och familjen jättekrabbspindlar. Inga underarter finns listade i Catalogue of Life.